# شركة جازان للطاقة والتنمية
شركة جازان للتنمية والاستثمار هي شركة مساهمة سعودية، تأسست بموجب قرار وزير التجارة رقم 223 بتاريخ 7/2/1414هـ الرابع عشر من أغسطس عام 1993م. يبلغ رأس مال الشركة الحالي 500 مليون ريال سعودي. تنشط الشركة في امتلاك واستصلاح الأراضي الزراعية، وإقامة المشاريع الزراعية بشقيها النباتي والحيواني، ، وإنشاء وتشغيل المزارع السمكية، ومصنع تعبأة مياه صالحه للشرب تحت اسم نوران، وتمتلك أيضًا مجمع سكني متكامل للخدمات الأساسية.

## تاريخ النشاط
منذ تأسيسها وحتى عام 2005 اقتصر نشاط الشركة على المجال الزراعي، وبنهاية العام ذاته بدأت توسع استثماراتها لتشمل المجالات الصناعية والتجارية والعقارية.

## الشركات التابعة
شركات تتبع وتساهم فيها شركة جازان للتنمية:
- شركة أسماك تبوك
- مانجو جازان
- يوم السمك
- شركة الريف للسكر